# Leptotheca gaudichaudii
Leptotheca gaudichaudii là một loài rêu trong họ Rhizogoniaceae. Loài này được Schwägr. mô tả khoa học đầu tiên năm 1824.